# Kominform
Le Kominform est l'organisation centralisée du mouvement communiste international dans la période de 1947 à 1956. Il est en quelque sorte le successeur du Komintern.
Le nom de Kominform vient de la contraction, en russe, de Bureau d'information des partis communistes et ouvriers. Le but de l'organisation est de contrôler étroitement l'évolution idéologique et politique des États ou partis communistes participants (voir liste ci-dessous).

## Historique

### Création
Depuis 1945, l'URSS cherche à étendre sa puissance politique. Le Kominform est ainsi créé le 5 octobre 1947 à l'occasion de la conférence des partis communistes européens de Szklarska Poręba, en Basse-Silésie polonaise, du 22 au 27 septembre. L'organisation centralise la liaison entre les partis communistes européens, renforçant l'influence soviétique sur ces derniers. Preuve de l'européocentrisme de l'organisation, les PC chinois et vietnamiens ne sont pas invités.
La création du Kominform par Staline apparaît comme une réponse au plan Marshall américain, refusé par les démocraties populaires d'Europe orientale (sous la pression soviétique). C'est au cours de cette réunion fondatrice du Kominform, la conférence de Szklarska Poręba (Pologne), que fut énoncée la « doctrine Jdanov ».

#### Participants
La réunion constitutive rassemble des personnalités suivantes.  : 
- pour l'URSS :  Jdanov et Malenkov
- pour la Yougoslavie : Kardelj et Djilas
- pour la Pologne : Gomulka et Minc
- pour la Tchécoslovaquie : Slansky et Bastovansky
- pour la Hongrie : Farkas et Revai
- pour la Roumanie ; Gheorghiu Dej et Pauker
- pour la Bulgarie : Tchervenkov et Poptomov
- pour la France : Duclos et Fajon
- pour l'Italie : Longo et Reale

### Participation du PCF
Lors de la première réunion, à leur grande surprise, les représentants du Parti communiste français (en particulier Jacques Duclos) sont vivement critiqués par Andreï Jdanov (secrétaire du PCUS) pour leur stratégie nationale de participation ministérielle. Dès lors, la position nationale du PCF se radicalise, le parti entrant explicitement dans l'opposition.
Georges Cogniot et Étienne Fajon étaient les représentants du PCF à la création du Kominform.

### Exclusion yougoslave
Après une seconde réunion en janvier 1948 en Yougoslavie, les mentalités changent et le conflit éclate ensuite entre le maréchal Tito et Staline. Aussi, lors de la troisième réunion, qui se déroule du 25 au 28 juin 1948 à Bucarest, le Kominform juge le communisme yougoslave de Tito comme éloigné de la vision soviétique. De fait, le Parti communiste yougoslave est exclu et une épuration « anti-titiste » intervient chez tous les membres de l'organisation.

### Lutte pour la paix
La quatrième réunion se tient à Mátra en Hongrie, du 27 au 29 novembre 1949. Elle entérine l'accentuation de l'effort vers la sauvegarde de la paix, le Kominform se dressant comme organe directeur (mais toujours occulte) du Mouvement mondial des partisans de la paix.

### Disparition
La dernière réunion de l'organisation a lieu durant l'année 1950 à Bucarest et traite des aspects fonctionnels.
Après la mort de Staline en mars 1953, le Kominform se met petit à petit en veille : on se dirige vers la coexistence pacifique entre les deux blocs, l'organisation est dissoute le 17 avril 1956. Cette dissolution est l'effet notamment de la déstalinisation lancée par Nikita Khrouchtchev en février 1956, après le XXe congrès du Parti communiste de l'Union soviétique et le « rapport secret » sur le « culte de la personnalité » et les crimes de Staline.

## Partis participants
- Parti communiste de l'Union soviétique
- Parti communiste français
- Parti socialiste unifié d'Allemagne
- Parti communiste italien
- Parti communiste bulgare
- Parti communiste des Pays-Bas
- Parti communiste hongrois, puis Parti des travailleurs hongrois
- Parti ouvrier polonais, puis Parti ouvrier unifié polonais
- Parti communiste roumain
- Parti communiste tchécoslovaque
- Parti du travail d'Albanie
- Parti communiste de Yougoslavie, avant son exclusion en 1948.
- Parti communiste du territoire libre de Trieste (en), avant exclusion yougoslave de 1948.

## Critiques
Selon Charles Tillon dans son livre Un procès de Moscou à Paris paru en 1971, « le Kominform était le camouflage d'une mini Internationale toujours dirigée de Moscou ».